# Periodontitis
La periodontitis es una enfermedad que inicialmente cursa con gingivitis, para luego proseguir con una pérdida de inserción colágena, recesión gingival y la pérdida de hueso, en el caso de no ser tratada, dejando sin soporte óseo al diente. La pérdida de dicha base de apoyo implica la pérdida irreparable del diente.

## Etiología
De etiología bacteriana que afecta al periodonto (el tejido de sostén de los dientes, constituido por la encía, el hueso alveolar, el cemento dentario y el ligamento periodontal).

## Patogenia
La periodontitis termina con una infección ante el biofilm microbiano, seguida por una destrucción tisular mediada por leucocitos hiperactivados o cebados y la red de citocinas, eicosanoides y metaloproteinasas de matriz (MMP) que causan clínicamente una significativa destrucción de hueso y tejidos conectivos. La acumulación bacteriana en los dientes es determinante para el inicio y progresión de la periodontitis. Aunque las bacterias son esenciales para el inicio de la periodontitis, la gravedad de la enfermedad y respuesta al tratamiento es el resultado de factores modificadores (tabaquismo), contribuyentes (diabetes) o predisponentes (carga genética).
Además de la placa bacteriana o biofilm microbiano, existen otros factores locales y sistémicos que modifican la respuesta del huésped ante la invasión territorial facilitando, o por el contrario retardando, el proceso infeccioso. Por ejemplo: tabaquismo, diabetes mellitus, déficits de neutrófilos (síndrome de Down, de Papillon-Lefèvre o  de Marfan), etc.
La enfermedad en su forma agresiva (periodontitis agresiva) puede aparecer en edades tempranas evolucionando de manera rápida, lo que provoca la pérdida de piezas dentales en personas jóvenes.

### Biofilm microscopia

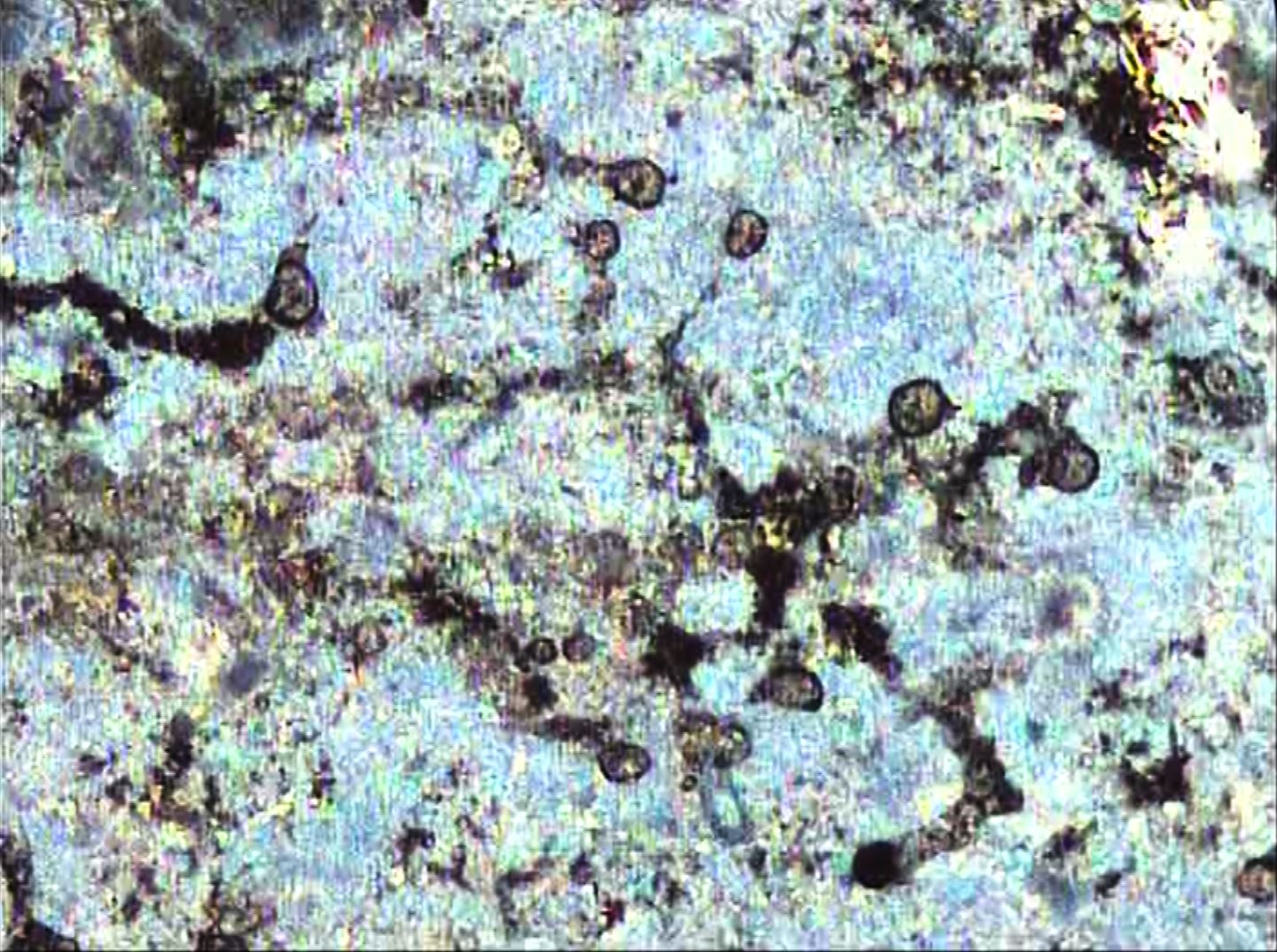
Imagen microscópica de 100 aumentos que pone en evidencia las amebas, pequeñas manchas de contorno oscuro pululando en la biopelícula gingival.

En el año 1900 se introdujo otra línea de pensamiento. Esta propone, después de un examen microscópico de la biopelícula, la existencia de una correlación del 100 % entre la presencia de la ameba Entamoeba gingivalis y la enfermedad periodontal activa, entonces llamada piorrea. Esta noción se ha destacado medio siglo después y se corroboró mediante la demostración de que la relación entre biopelícula y salud gingival consiste principalmente en bacterias no móviles. Sin embargo, la gingivitis presenta bacterias en su mayoría móviles en forma de bacilos, espirillas y vibrios, acompañada por un importante número de leucocitos polimorfonucleares. Finalmente, la periodontitis es producto de una enfermedad bacteriana similar, pero se añade siempre la presencia del protozoo Entamoeba gingivalis y Trichomonas tenax, este último con menor frecuencia, y un número significativo de granulocitos.Curiosamente, investigaciones recientes han indicado que la composición de la microbiota oral y subgingival varía significativamente entre hombres y mujeres, especialmente en la periodontitis, lo que sugiere posibles implicaciones en la respuesta inmunitaria y la progresión de la enfermedad. 
Esta teoría, aplicada en la década de 1980 por un dentista canadiense, parece confirmar la cicatrización periodontal, restableciendo, a través de la higiene, farmacia y monitoreo microscópico de contraste de fase, un biofilm de comensales constituido por bacterias simples de diversas formas cocoides, filamentos inmóviles y ausencia de leucocitos.
Esta correlación microscópica ha sido confirmada recientemente en su mayoría por la PCR o análisis de biología molecular relacionando la presencia de este protozoo en casos de enfermedad periodontal activa y su ausencia en la salud gingival, incluso en zonas locales de la boca. Esta técnica de control antiparasitario fue propuesta como un tratamiento efectivo para superar la periodontitis. Este protocolo médico se basa principalmente en el proceso de fagocitosis de los leucocitos polimorfonucleares por la ameba, dando como resultado una célula anucleada que derrama su contenido de enzimas proteolíticas en los tejidos circundantes. Este proceso de fagocitosis recientemente llamado exonucleophagy explicaría el deterioro local del sistema inmune en la bolsa periodontal profunda y también estará presente en las infecciones peri-implantitis. Básicamente, se trata de la presencia sistemática de los protozoos y de las células fantasmas empotradas, exentas del núcleo, por lo tanto deterioradas para realizar su actividad de defensa. Los primeros datos sobre una terapia de este tipo serían antiparasitarios eficaces para curar el surco periodontal.

## Clasificación
Una periodontitis, según su grado de afectación dental, se clasifica en: leve, moderada o grave. Y, según su extensión, se denomina: localizada o generalizada.
Las periodontitis, desde 1999, se han clasificado (ASP) en: crónicas, agresivas y asociada a estados sistémicos.

### Periodontitis crónica (del adulto)
Periodontitis simple 

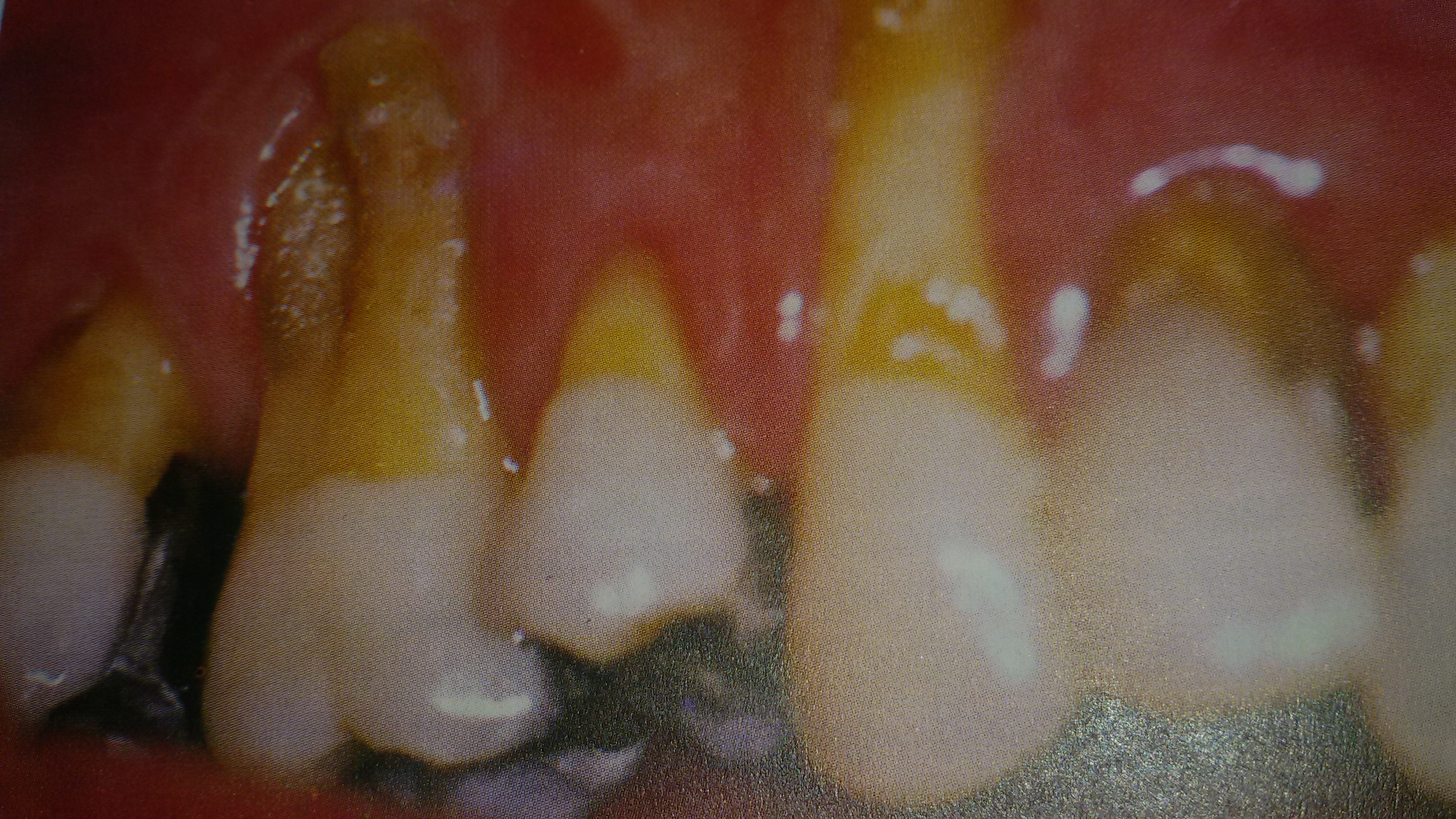
Enfermedad periodontal.

Es la forma más prevalente. Se hace clínicamente significativa hacia los treinta años de edad y suele estar precedida de una gingivitis. La pérdida de soporte se produce en los periodos activos de la enfermedad. Sin embargo, la presencia de Porphyromonas gingivalis indica una alta probabilidad de periodontitis activa, que si no trata a tiempo puede traer consecuencias irreversibles.

### Periodontitis agresiva (de inicio precoz)
Aparece a los veinte años de edad o antes. Supone, aproximadamente, entre el 10 % y el 15 % de todas las periodontitis.
En la presentación clásica de la periodontitis juvenil localizada, la pérdida ósea está localizada en los primeros molares y en los incisivos inferiores definitivos.
Periodontitis agresiva localizada
Afecta principalmente a los primeros molares e incisivos, probablemente porque ya están erupcionados al iniciarse la enfermedad. Puede progresar hacia la forma generalizada o, posteriormente, a la periodontitis de evolución rápida. Tanto la forma localizada como la generalizada tienen la misma etiología, pero su presentación depende de la efectividad de la respuesta defensiva del huésped. Existen una serie de factores asociados que son: el déficit en la quimiotaxis de los leucocitos, el número reducido de quimiorreceptores superficiales y la cantidad anormal de glicoproteínas en la superficie de los neutrófilos.
Periodontitis de inicio precoz generalizada
Puede generarse desde una forma localizada o iniciarse así. Se distingue de la periodontitis de evolución rápida en función del tiempo de inicio de la enfermedad. Sin embargo, la edad no puede precisarse pues el tiempo del diagnóstico no coincide con el inicio de la enfermedad. Se relaciona con la presencia de una serie de bacterias como son Aggregatibacter actynomicetemcomitans o la Porfiromona gingivalis. 
Periodontitis de inicio precoz relacionada con enfermedades sistémicas
Afecta tanto a denticiones temporales como mixtas. No suele tener un buen pronóstico a medio y largo plazo y supone la pérdida precoz (parcial o total) de los dientes. Las enfermedades asociadas son: déficit de adherencia leucocitaria, hipofosfatasia, neutropenia clínica, leucemias, sida, diabetes mellitus del tipo I, trisomía 21, etc.

### Periodontitis agravada por factores sistémicos
La diabetes mellitus, la enfermedad de Addison, la enfermedad de Crohn, un tipo raro de síndrome de Ehlers-Danlos, enfermedades hematológicas o el sida son enfermedades que provocan una progresión más rápida de la periodontitis, con diferentes manifestaciones clínicas.

## Cuadro clínico
Se ha observado que las bacterias presentes en este tipo de infecciones migran desde la boca hasta la circulación sanguínea y produce un daño directo en el endotelio (componente principal de la pared arterial) con la consecuente formación de ateromas (engrosamiento de la pared arterial debido al depósito de colesterol) y trombos. Incluso en pacientes fallecidos se han realizado biopsias de ateromas y se han encontrado bacterias periodontales, patógenos propios de las encías.[cita requerida]
Los factores de riesgo genéticos pueden influir en la historia natural de las enfermedades periodontales y sistémicas. La presencia del factor de riesgo genético aumenta la probabilidad de desarrollo de algún tipo de enfermedad periodontal cuando de expone a complejos microbianos organizados en un biofilm. La investigación genómica y proteómica ha demostrado recientemente que la susceptibilidad se debe a múltiples polimorfismos de un solo nucleótido (SNPs) en la región no codificante del cromosoma 9p21 para la periodontitis agresiva y que puede compartir un gen con la enfermedad coronaria, lo que sugiere que los mecanismos patogénicos inflamatorios cuando son comunes, pueden contribuir en la aparición y progresión de ambas enfermedades.

## Diagnóstico
El sondeo periodontal es la primera opción para la evaluación de los tejidos periodontales. Los cambios de coloración, tamaño o consistencia de la encía son referencias importantes de alteración gingival. El sangrado espontáneo o durante el cepillado es una señal de alerta cuando está presente la enfermedad. La movilidad y migración dental, el mal aliento, dolor al masticar, abscesos o sangrados abundantes son características que pueden aparecer en estados avanzados de periodontitis.
La periodontitis no se contagia por dar un beso, por beber del mismo vaso o por medio de la saliva. Al principio puede manifestarse por una ligera inflamación gingival, con sangrado discreto de las encías al cepillarse los dientes y un cierto grado de tumefacción y enrojecimiento de las encías.
Su diagnóstico precoz contribuye a un mejor pronóstico ya que es condición necesaria para frenar su evolución cuanto antes.
El signo principal es la formación de una bolsa periodontal por pérdida de inserción y la forma de medirlo es por medio de la sonda periodontal. Este procedimiento de periodotología se llama sondaje periodontal y los dentistas obtienen con él la profundidad de sondaje que sirve para medir la afectación que la enfermedad periodontal y la destrucción de hueso que esta ha provocado. Los valores obtenidos con el sondaje de diagnóstico periodontal servirán de referencia en los mantenimientos periodontales que se deberán realizar cada 3 o 4 meses por el periodontólogo o periodoncista.
Fumar es uno de los factores de riesgo más importantes relacionados con el desarrollo de la periodontitis. Por otra parte, el hábito de fumar o usar productos de tabaco puede disminuir el efecto de algunos tratamientos, además de enmascarar la enfermedad, ya que disminuye el sangrado.

## Tratamiento
Consiste en la eliminación de los biofilms bacterianos mediante diferentes estrategias de tratamiento:
- Mecánico: Se debe instruir al paciente las técnicas de cepillado adecuada a sus necesidades, realizar raspado coronal o eliminación de placa y cálculos supragingivales, raspado y alisado radicular para el desbridamiento de las bolsas periodontales y la terapia de mantenimiento para el control a largo plazo de las enfermedades periodontales.

- Antibiótico: Debe estar auxiliado por el cultivo bacteriano y el antibiograma. Debe tenerse en cuenta que el antibiótico de elección debe tener un amplio espectro de actividad que asegure la cobertura de patógenos aeróbicos y anaeróbicos. La amoxicilina junto con el ácido clavulánico a dosis altas puede considerarse una buena elección de tratamiento antiinfeccioso. No sustituye al tratamiento mecánico, sino que sirve de adyuvante.

- Quirúrgico: En casos graves en los que la profundidad de las bolsas limitan la visibilidad y acceso, está indicada la terapia quirúrgica. El desbridamiento con colgajo para las bolsas profundas es el tratamiento básico. Si es necesario se hace osteoplastia y ostectomía para que la anatomía del hueso sea compatible con la salud periodontal. La cirugía periodontal regenerativa es una modalidad contemporánea para el manejo quirúrgico de los defectos periodontales. Existen diferentes modalidades para la regeneración periodontal. Unas de las técnicas utilizadas son la regeneración tisular guiada, en la cual se usan materiales de injerto y membranas; otra técnica es el uso de proteínas de la matriz del esmalte o el uso de plasma rico en factores de crecimiento. Estos tratamientos están indicados una vez que se ha eliminado la mayor cantidad de bacterias posibles.

- Químico: En algunos casos es necesario el uso de antisépticos como enjugues con digluconato de clorhexidina al 0,12 % para el control bacteriano y como coadyuvante en el tratamiento mecánico.[14]

## Profilaxis
Usar Perio Aid (clorhexidina (CHX) + cloruro de cetilpiridinio (CPC)) y un tratamiento antibiótico puede ayudar antes de un curetaje dental.
Es muy importante consultar al odontólogo al menor síntoma o signo de inflamación y presencia de cálculo dental (también llamado sarro), ya que ahí fácilmente se pega el biofilm microbiano que es una colonia de microorganismos sobre la cual se depositan las sales de calcio y forman nuevos cálculos dentarios (tártaro o sarro). El periodontólogo es el especialista que tiene la preparación, habilidades y el equipo para tratar y controlar las enfermedades periodontales.
Controlar el biofilm microbiano y quitar el cálculo dentario frecuentemente es la manera correcta de prevenir una enfermedad que termina por aflojar los dientes, aunque aparenten estar sanos.

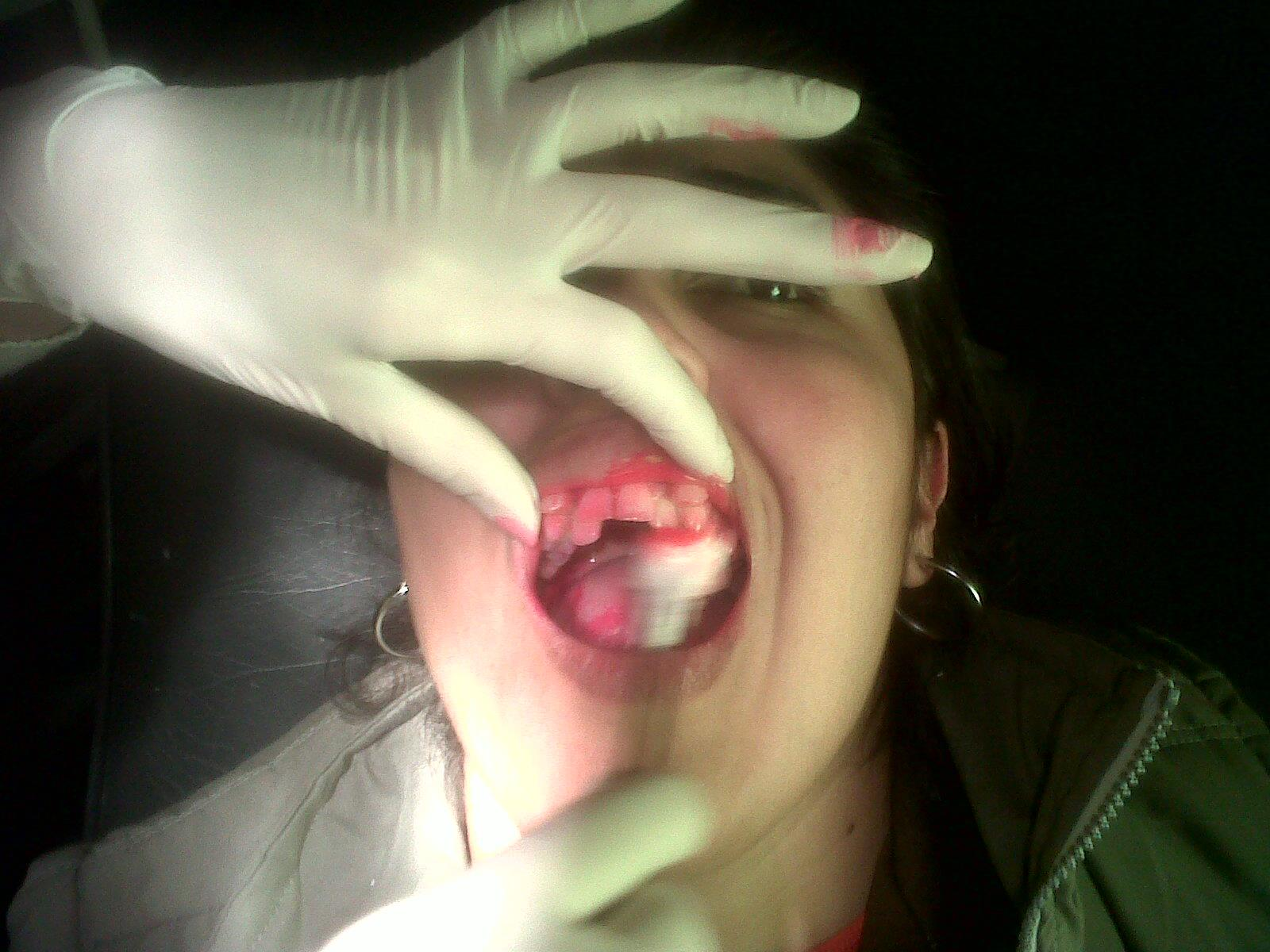
Revelado de placa bacteriana.

El sangrado de la encía, aunque solo sea durante el cepillado, no se debe considerar como algo normal, indica enfermedad periodontal activa (gingivitis o periodontitis). Dejar de cepillarse no soluciona el problema sino que lo agrava y se debe utilizar un cepillo de dureza media. Se pueden utilizar sustancias que tiñen la placa bacteriana que se acumula en lugares donde el cepillado es ineficaz con la finalidad de corregir la técnica de cepillado y así eliminar la causa de la enfermedad. Si suelen sangrar las encías se debe realizar una consulta con el odontólogo.